# Здолбица (Ровненский район)
Здолбица (укр. Здовбиця) — село в Ровненском районе Ровненской области Украины. Административный центр Здолбицкой сельской общины.
До 2020 года входило в Здолбуновский район.
Население по данным 2024 года составляло около 6 тысяч человек. Почтовый индекс — 35709. Телефонный код — 3652. Код КОАТУУ — 5622682001.